# Perfect Strangers - Tutti i numeri dell'amore
Perfect Strangers - Tutti i numeri dell'amore (Perfect Strangers) è un film per la tv del 2004 diretto da Robin Shepperd con Rob Lowe, Anna Friel e Khandi Alexander.